# 빨래하는 여인들

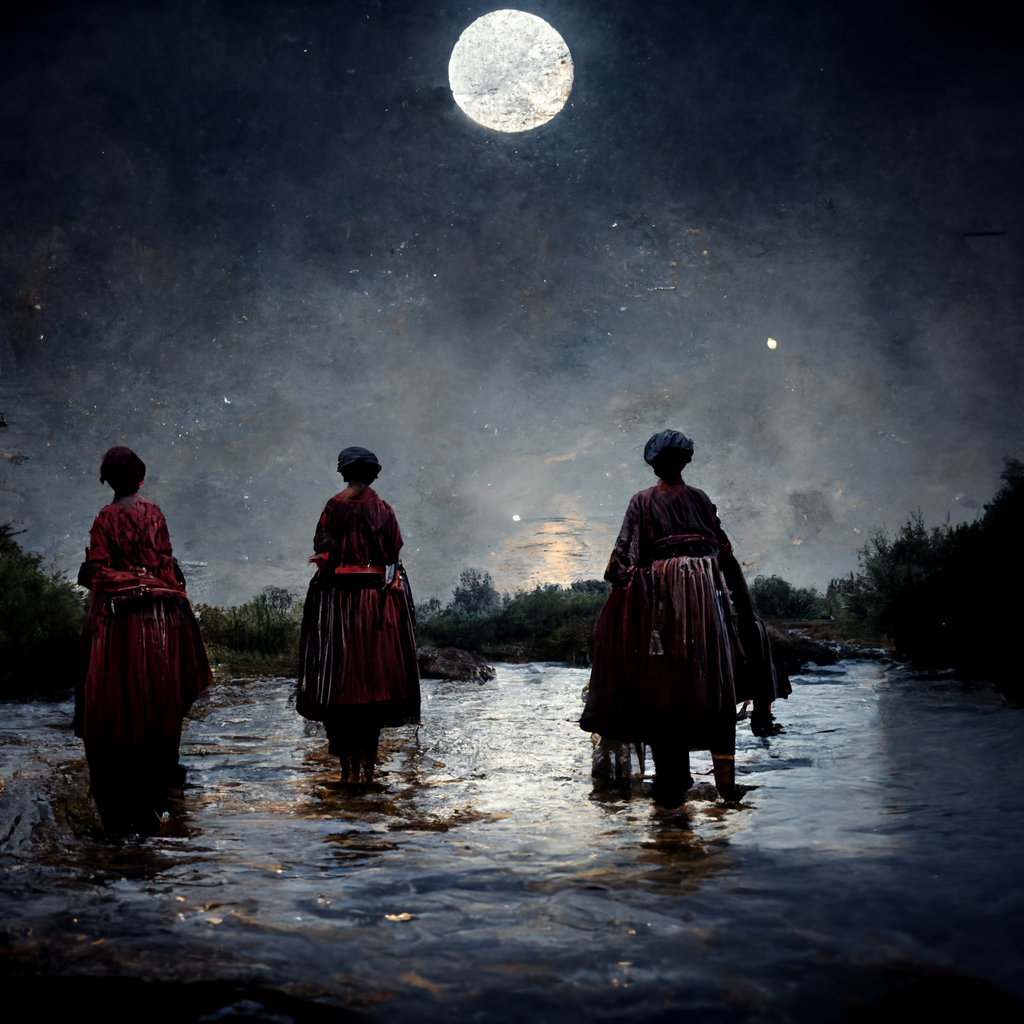

한밤중에 빨래하는 여인들, 레스 라반디에르 (Les Lavandier)은 켈트 신화에 나오는 세 명의 오래된 세탁부이다. 다양한 켈트어의 이름에는 브르타뉴반도의 kannerezed noz와 스코틀랜드의 빈 페니어가 있다. 그들은 이베리아반도의 켈트 민속에서 칸타브리아의 Las Lavanderas, 갈리시아의 lavandeiras 아스투리아스의 Les Llavanderes 또는 포르투갈에서 bruxas lavadeiras로 찾아볼 수 있다.
브르타뉴의 신화와 민간 전설에 따르면 세 명의 노파는 곧 죽을 사람들을 위해 수의를 세탁하기 위해 한밤중에 물가로 간다고 하며, 켈트 신화에서는 임종 직전의 피 묻은 옷을 세탁한다고 한다. 한밤중에 빨래하는 여인은 죽음과 살육의 세 여신의 오래된 켈트 전통과 관련이 있을 수 있다.
빨래하는 여인들은 몸집이 작고 초록색 옷을 입고 물갈퀴가 달린 발을 가지고 있다. 물갈퀴가 달린 발은 브리튼 민간에서 때때로 cannard noz (밤의 오리라는 뜻)라고도 불리는 이유일 수 있다.